# Grevillea biformis
Grevillea biformis,  es una especie de arbusto  del gran género  Grevillea perteneciente a la familia  Proteaceae. Es originaria de Australia Occidental.

## Descripción
Es un arbusto erecto de 1.5-2.5 m de altura. Las hojas enteras, lineales (para adultos) u obovadas (juveniles), en ocasiones, ambas presentes, de 3-16 cm de largo, y 1.12 mm de ancho, seríceo en una o ambas superficies; hojas lineares con crestas longitudinales y márgenes oscuros; hojas obovadas. La inflorescencia axilar erecta, terminal o superior, simple o con pocas ramas ascendentes; de 13.4 (-18.5) cm de largo, cilíndrico; raquis floral , generalmente de color marrón ( de color amarillo) por debajo del indumento. Perianto glabro; tépalos libres y ascendente después de la antesis. Folículos de 7-13 mm de largo, estrecho y oblicuo obovoides. 

## Taxonomía
Grevillea biformis fue descrita por Carl Meissner y publicado en Plantae Preissianae 2: 258.
Etimología
Grevillea, el nombre del género fue nombrado en honor de Charles Francis Greville, cofundador de la Royal Horticultural Society.
Sinonimia
- Grevillea integrifolia subsp. biformis (Meisn.) McGill.
- Grevillea stenocarpa F.Muell. ex Benth.[3]